# First of the Gang to Die
First of the Gang to Die è un brano del cantante inglese Morrissey.
Secondo singolo tratto dall'album You Are the Quarry, il disco venne pubblicato il 12 luglio del 2004 dalla Sanctuary/Attack Records e raggiunse la posizione numero 6 della Official Singles Chart, e la numero 12 della classifica americana Billboard 100.
Nel mese di ottobre del 2011, il NME l'ha posizionato al numero 147 nella lista delle 150 Migliori Canzoni degli Ultimi 15 Anni".

## Realizzazione
Registrato a Los Angeles e prodotto da Jerry Finn, il brano venne scritto in collaborazione con Alain Whyte.
Il testo riflette bene il fascino che certe tematiche esercitano sulla scrittura di Morrissey: i giovani criminali, l'attrazione verso l'avventura, la morte. La scena è ambientata sullo sfondo della guerra fra bande di strada, a Los Angeles. Hector, il protagonista, membro di una gang ispanica della città, subisce il destino crudele di essere il primo in tutto: brandire un'arma, finire in prigione e morire in una sparatoria. Grazie anche a questo testo, Morrissey è diventato una specie di icona per la comunità ispanica di Los Angeles e, più in generale, per tutto il Sud America.
La copertina ritrae una foto di Morrissey, realizzata da Greg Gorman. Il videoclip promozionale, diretto da Bucky Fukumoto, mostra Morrissey e la band durante la loro esibizione alla Manchester Arena, il 22 maggio 2004.

## Tracce
- UK 7" /CDs

1. First of the Gang to Die - 3:33
2. My Life Is a Succession of People Saying Goodbye - 2:52

- UK 12"

1. First of the Gang to Die - 3:41
2. My Life Is a Succession of People Saying Goodbye - 2:52
3. Teenage Dad On His Estate - 4:10
4. Mexico  - 4:08

## Formazione
- Morrissey – voce
- Alain Whyte - chitarra
- Boz Boorer - chitarra
- Gary Day - basso
- Dean Butterworth - batteria
- Roger Manning - tastiere